# Hapimag
Hapimag (een afkorting voor Hotel und Appartmenthaus Immobilien AG) is een Europese aanbieder van vakantiewoningrechten (Engels: timesharing). De onderneming beschikt over 56 resorts in 15 landen. Het hoofdkantoor is gevestigd in Steinhausen in Zwitserland. De onderneming werd opgericht op 24 september 1963. Eind 2023 had Hapimag 103.686 aandeelhouders.

## Bedrijfsmodel
De kern wordt gevormd door de verkoop van eigen aandelen. In plaats van dividenduitkeringen ontvangen de aandeelhouders punten waarmee het gebruik van de ondernemingseigen vakantiewoningen kan worden afgerekend en geen huurkosten in rekening worden gebracht. De bijkomende kosten dienen echter wel ter plaatse te worden betaald. Onder de bijkomende kosten vallen onder andere de kosten voor energie, water, afval en parkeerkosten en een jaarlijkse vaste bijdrage per aandeel. Het voordeel van het Hapimag-concept ten opzichte van de klassieke ‘timesharing’, is dat de aandeelhouders kunnen kiezen uit 56 resorts (waar bij timesharing meestal maar één resort gekozen kan worden). De resorts zijn gelegen in diverse landen in Europa. Er zijn resorts in onder andere grote steden (zoals Londen, Parijs, Amsterdam, Hamburg, Berlijn), aan de Middellandse Zee en de Noordzee en in de Alpen en andere berggebieden.